# Гарсия, Диего (легкоатлет)
Диего Гарсия Каррера (исп. Diego García Carrera; род. 19 января 1996, Мадрид) — испанский легкоатлет, специалист по спортивной ходьбе. Выступает за сборную Испании по лёгкой атлетике с 2013 года, обладатель серебряной медали чемпионата Европы, чемпион Европы среди юниоров и среди молодёжи, победитель Кубка Европы в командном зачёте, победитель и призёр первенств национального значения, участник летних Олимпийских игр в Токио.

## Биография
Диего Гарсия родился 19 января 1996 года в Мадриде.
Впервые заявил о себе на международном уровне в сезоне 2013 года, когда вошёл в состав испанской национальной сборной и выступил на Кубке Европы в Дудинце, где финишировал восьмым в юниорской гонке на 10 км и тем самым помог своим соотечественникам выиграть бронзовые медали командного зачёта. Позже в дисциплине 10 000 метров выиграл бронзовую медаль на юношеском мировом первенстве в Донецке.
В 2014 году на Кубке мира Тайцане стал четвёртым и вторым в личном и командном зачётах 10 км среди юниоров, в ходьбе на 10 000 метров получил серебро на юниорском мировом первенстве в Юджине.
В 2015 году на домашнем Кубке Европы в Мурсии был лучшим в личном и командном юниорских зачётах 10 км. На юниорском европейском первенстве в Эскильстуне превзошёл всех соперников в ходьбе на 10 000 метров.
На Кубке Европы 2017 года в Подебрадах финишировал седьмым в личном зачёте 20 км, при этом испанские ходоки одержали победу в командном зачёте. В той же дисциплине победил на молодёжном европейском первенстве в Быдгоще, занял 13-е место на чемпионате мира в Лондоне.
В 2018 году на чемпионате Европы в Берлине с результатом 1:20:48 завоевал серебряную награду в ходьбе на 20 км, уступив только своему соотечественнику Альваро Мартину.
В мае 2019 года на Кубке Европы в Алитусе получил бронзу и золото в личном и командном зачётах соответственно. В июне на домашних соревнованиях в Ла-Корунье установил свой личный рекорд на дистанции 20 км — 1:18:58. В октябре на чемпионате мира в Дохе занял 35-е место.
Выполнив олимпийский квалификационный норматив (1:21:00), удостоился права защищать честь страны на летних Олимпийских играх 2020 года в Токио — в ходьбе на 20 км показал результат 1:21:57, расположившись в итоговом протоколе соревнований на шестой строке.